# Karrantza
Karrantza is een gemeente in de Spaanse provincie Biskaje in de regio Baskenland, gelegen op ongeveer 50 kilometer ten westen van Bilbao. De hoofdplaats van de gemeente is Concha.

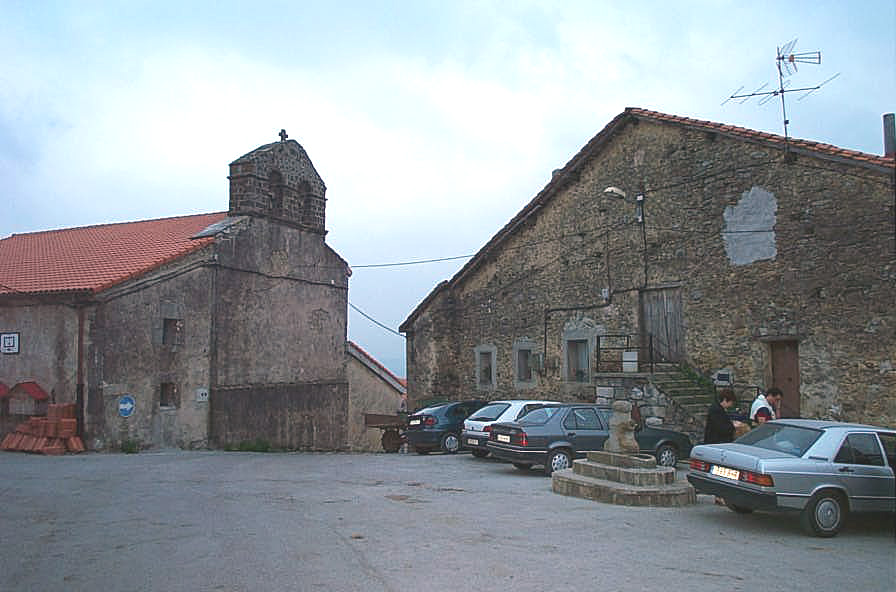
Centrum van Karrantza
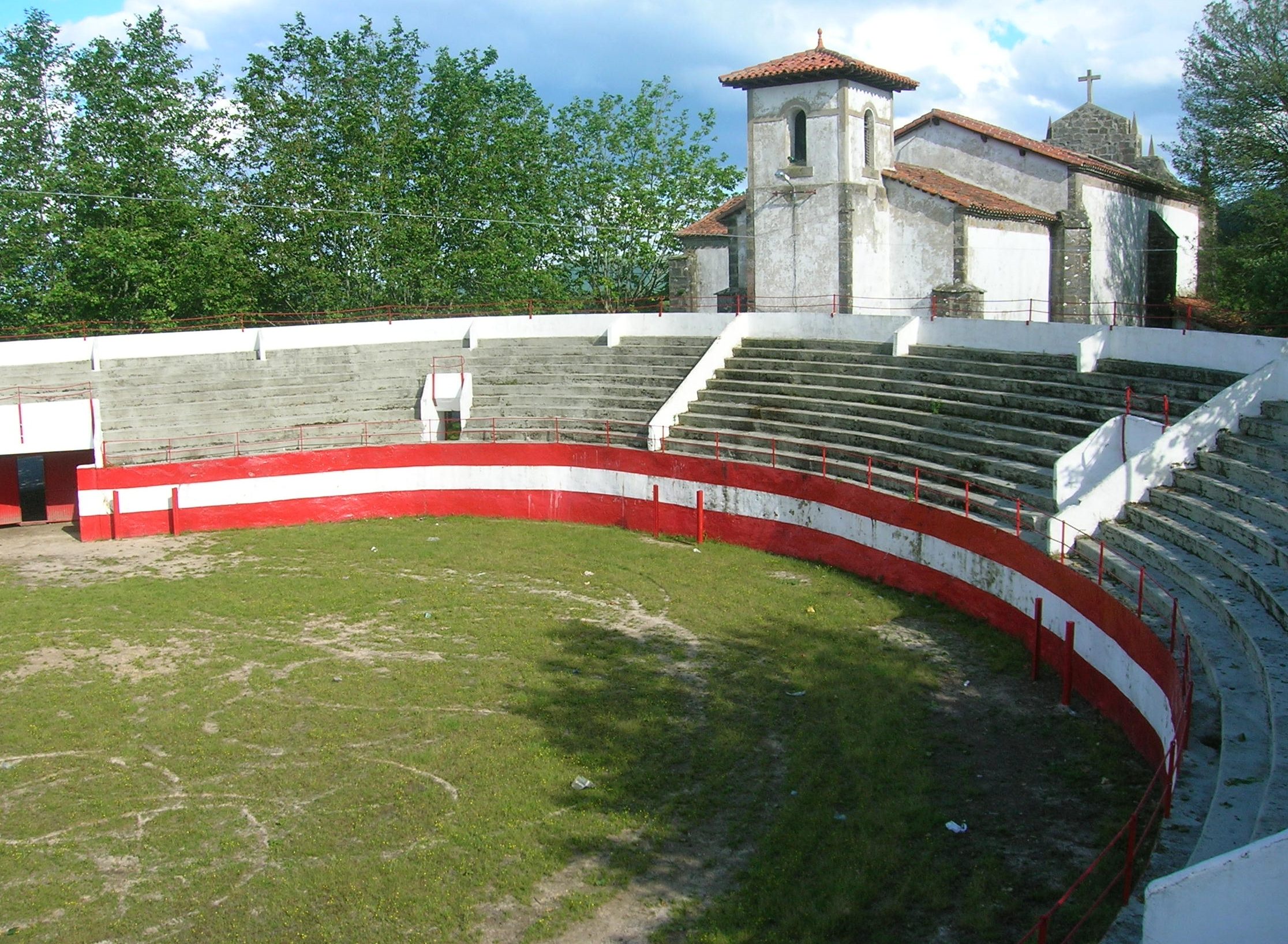
Klooster van El Seceso
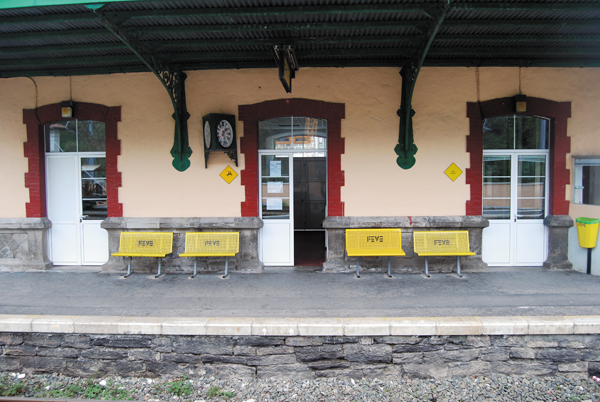
Station van Karrantza
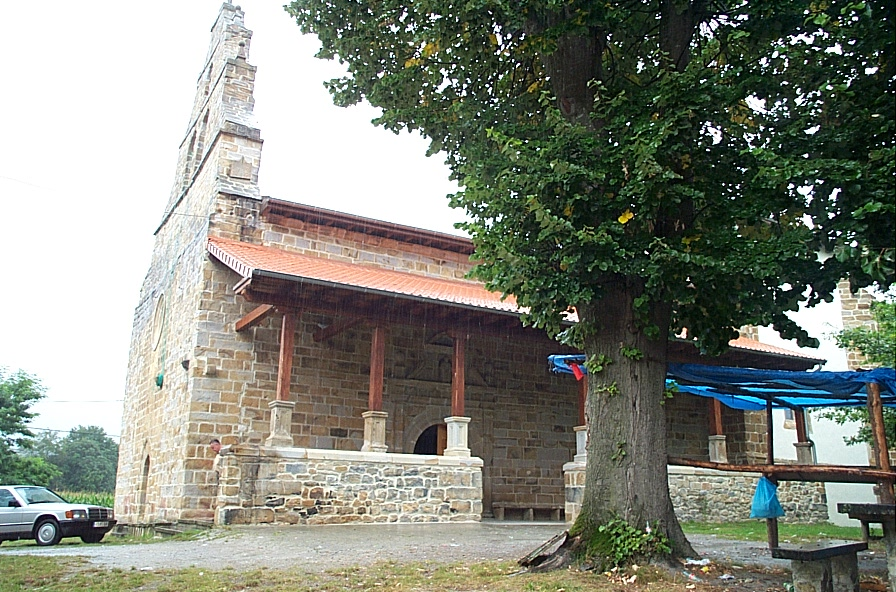
Kerk in Karrantza

## Geografie
De gemeente heeft een oppervlakte van 138 km² en telde in 2001 2887 inwoners. Karrantza ligt met Lanestosa in een afgelegen gebied van de provincie Biskaje, dat geen directe verbinding over wegen heeft met de rest van de provincie. Door de gemeente stroomt de gelijknamige rivier de Karrantza.
In de gemeente bevinden zich de volgende kernen:
| - Ahedo - Aldeacueva - Ambasaguas - Bernales - Biáñez - El Callejo - La Calera del Prado - La Cerca - Concha - Herboso - Lanzas Agudas - Manzaneda de Biáñez - Matienzo - Molinar | - Pando - Paúles - Presa - Ranero - Rioseco - San Cipriano - San Esteban - Sangrices - Santecilla - Sierra - Soscaño - El Suceso - Treto |

De gemeente Karrantza grenst in het noorden, oosten en westen aan de provincie Cantabrië (gemeenten Ramales de la Victoria, Rasines en Valle de Villaverde) en in het zuiden aan de provincie Burgos (gemeente Valle de Mena). De rest van de provincie Biskaje (gemeenten Artzentales en Trucios-Turtzioz) wordt slechts voor een klein gedeelte begrensd.

## Taal
Karrantza ligt in het historische Biskaje, maar in de streek waar het Baskisch het meeste terrein heeft verloren aan het Spaans. De volledige ceremoniële namen van Karrantza zijn Karrantza Harana in het Baskisch en Valle de Carranza in het Spaans. Beide namen kunnen in officiële documenten worden gehanteerd.

## Demografische ontwikkeling
Bron: INE, 1857-2011: volkstellingen

## Sport
Vanaf de eerste editie in 2016 wordt in Karrantza een veldrit verreden die meedoet voor de Spaanse Beker veldrijden. In 2017 won Vincent Baestaens en in 2021 won David van der Poel bij de mannen elite. In 2022 won Manon Bakker bij de vrouwen elite.

## Geboren
- Diego Haëdo (1527-1608), inquisiteur en prelaat in het Spaanse koninkrijk Sicilië
- Diego de Haedo (ca 1555-1613), neef van voorgaande en abt bij de benedictijnen

Abadiño · Abanto Zierbena · Ajangiz · Alonsotegi · Amorebieta-Etxano · Amoroto · Arakaldo · Arantzazu · Areatza · Arrankudiaga · Arratzu · Arrieta · Arrigorriaga · Artea · Artzentales · Atxondo · Aulesti · Bakio · Balmaseda · Barakaldo · Barrika · Basauri · Bedia · Berango · Bermeo · Berriatua · Berriz · Bilbao · Busturia · Derio · Dima · Durango · Ea · Elantxobe · Elorrio · Erandio · Ereño · Ermua · Errigoiti · Etxebarri · Etxebarria · Forua · Fruiz · Galdakao · Galdames · Gamiz-Fika · Garai · Gatika · Gautegiz Arteaga · Gernika-Lumo · Getxo · Gizaburuaga · Gordexola · Gorliz · Gueñes · Ibarrangelu · Igorre · Ispaster · Iurreta · Izurtza · Kortezubi · Lanestosa · Larrabetzu · Laukiz · Leioa · Lekeitio · Lemoa · Lemoiz · Lezama · Loiu · Mallabia · Markina-Xemein · Maruri-Jatabe · Mañaria · Mendata · Mendexa · Meñaka · Morga · Mundaka · Mungia · Munitibar-Arbatzegi Gerrikaitz · Murueta · Muskiz · Muxika · Nabarniz · Ondarroa · Urduña · Orozko · Ortuella · Otxandio · Plentzia · Portugalete · Santurtzi · Sestao · Sondika · Sopelana · Sopuerta · Sukarrieta · Trapagaran · Trucios-Turtzioz · Ubide · Ugao-Miraballes · Urduliz · Karrantza · Zaldibar · Zalla · Zamudio · Zaratamo · Zeanuri · Zeberio · Zierbena · Ziortza-Bolibar